# Панос Кіамос
Панос Кіамос (грец. Πάνος Κιάμος), 4 жовтня 1975, Афіни) — грецький співак, виконавець лаїко, поп-музики.

## Творча біографія
Його рання кар'єра почалася з виступів у нічних клубах разом з усталеними грецькими музикантами, серед яких Толіс Воскопулос, Макіс Христодулопулос, Елені Діму та Йоргос Алкеос. 1998 року Кіамос випустив свій перший альбом під назвою «Enas Erotas Latria ke Anagki», дві його пісні здобула популярність — «Ola Ya Senane Milane (Horis Nero)» та «Trelos Ya Sena». 1999 року вийшов другий диск під назвою «Den Ise Moni», а 2000 року — третій альбом «Tou Erota Feggaria».
2002 року Панос Кіамос став значною фігурою у музичному житті північного міста Салоніки. Пісні «Alithina» та «Arketa» з компакт-диска «Tis Nyhtas Oniro» стали особливо популярними саме на півночі Греції. Наступний альбом «To Yelio Sou Klei», реліз якого відбувся наступного року, здобув широку популярність по всій Греції. 2004 року випущений live CD під назвою «Panos Kiamos Live Sto Fix», який включив виконання наживо вже добре відомих хітів Кіамоса.
2005 року Панос Кіамос виступав із власною програмою в афінському клубі «Asteria». При цьому замість запланованих 20 виступів поспіль програма тривала впродовж 9 місяців — з квітня до січня 2006 року. Виступи співака в «Asteria» поновилися влітку того самого року, тоді ж співак підписав контракт із лейблом Universal Music. Їх першою співпрацею став альбом «Monima Erotevmenos». У жовтні 2006 року Кіамос почав виступи у клубі Anodos в Піреї. На початку травня 2007 року він погодився виступити у клубі «Politeia» в Салоніках — одному з найбльш популярних у місті. Проте у жовтні Кіамос повернувся в «Anodos» для другої серії виступів. На початку 2008 року Панос Кіамос розпочав серію виступів у «Pyli Axiou» в Салоніках, перш ніж приступати до туру містами по всій Греції, на Кіпрі та у Німеччині. У листопаді відбувся випуск альбому «Gia Agapi Etoimasou».
2010 року вийшов альбом «Θα Ζήσω Για Μένα». Того року співак зробив сольну програму для клубу «Посідоніо» в Гліфаді, виступи завершилися лише у лютому 2011 року. Наступний альбом мав назву «Ολοκαίνουργιος». 2012 року відбудеться великий тур Кіамоса містами Греції та Кіпру. На початку року відбулися п'ять концертів з аншлагом містами Північної Америки (у США та Канаді). У березні 2012 року Кіамос записав пісню «Κρύσταλλα» (укр. «Кристал»), музика  Йоргоса Пападопулоса, текст Вангеліса Константінідіса.  В середині травня завершилися зйомки кліпу на цю пісню, відеоролик є  тривимірним.  Це перший в Греції  3D-кліп грецького режисера Йоргаса Дедеса.   13 липня 2012 під ліцензією Universal Music SA (Greece) вийшов новий альбом Кіамоса  «Κρύσταλλα», до складу якого входять 16 пісень.  Станом на кінець липня 2012 року згідно з офіційною схемою  IFPI, альбом Кіамоса  «Κρύσταλλα»  знаходився на другому місці у загальному заліку за кількістью продажів серед альбомів грецьких виконавців.  15 вересня 2013 року Панос Кіамос представив нову пісню «Δε θέλω επαφή» (музика  Йоргоса Сабаніса). Пісня мала шалений успіх у слухачів . У перший же тиждень після премьєри пісні режисер Константінос Рігос зняв відеокліп на пісню «Δε θέλω επαφή». Пісня є передвісником нового альбому Кіамоса, випуск якого очікується в листопаді 2013 року. З 20 вересня 2013 року Панос Кіамос виступає на сцені «FIX» в Салоніки, в програмі беруть участь Goin' Through і Іріні Пападопулу . Програма має шалений успіх у глядачів, тому власник клубу звернувся до Кіамоса з проханням продовжити виступи в клубі ще на два тижні. Взимку 2014 — 2015 співак виступає в Афінах в Club 22 разом з Stan та Елені Хадзіду.

## Дискографія

### Студійні альбоми
- 1998: — Ένας Έρωτας Λατρεία Και Ανάγκη
- 1999: — Δεν Είσαι Μόνη
- 2000: — Του Έρωτα Φεγγάρια
- 2002: — Της Νύχτας Όνειρο
- 2003: — Το Γέλιο Σου Κλαίει
- 2005: — Είσαι Παντού
- 2006: — Μόνιμα Ερωτευμένος
- 2007: — Γυρνά Σε Μένα
- 2008: — Για Αγάπη Ετοιμάσου
- 2010: — Θα Ζήσω Για Μένα
- 2011: — Ολοκαίνουργιος
- 2012: — Κρύσταλλα
- 2013: — Δεν Θέλω Επαφή
- 2015: — Από Αστέρι Σε Αστέρι
- 2018: — Πάνος Κιάμος

### Колекціиний збірник альбомів
- 2009 – Πάνος Κιάμος
- 2010 – Όλες Οι Επιτυχίες
- 2010 – Best Of
- 2011 – 40 Μεγάλες Επιτυχίες
- 2012 – The Universal Masters
- 2012 – Best Of (Παραπολιτικά)
- 2012 – Αφιέρωμα (CD2)
- 2013 – Βασίλης Καρράς, Πάολα, Πάνος Κιάμος - Οι Χρυσές Επιτυχίες
- 2014 – Φωτιά Με Φωτιά (58 Χρυσές Επιτυχίες)
- 2014 – Πορτρέτο Τα Πρώτα Μου Τραγούδια
- 2016 – Best Of - 44 Μεγάλες Επιτυχίες Που Αγαπήσαμε

### Концертні альбомі
- 2004 – Live - Ζωντανή Ηχογράφηση Στο Fix'
- 2006 – Πάνος Κιάμος Rare LIVE 2006
- 2008 – Live - 83 Μεγάλες Επτυχίες
- 2009 – Οι Δικές Μας Νύχτες Live
- 2010 – Πάνος Κιάμος - CD Live

### DVD-диски
- 2004: – Live Ζωντανή Ηχογράφηση Στο FIX ‎(DVD-V)
- 2007: – Οι Επιτυχίες Είναι Εδώ!
- 2010: – The Best Of - 2 Νέα Τραγούδια + Dvd Video Collection

### Дуети
- 2001 – «Έρωτας» (за уч. з Софиій Вікай)
- 2013 – «Φωτιά Με Φωτιά» (спільно з Master Tempo)
- 2014 – «Δυο Μάτια Μπλε» (за уч. з Goin' Through)
- 2016 – «Τρελοκομείο (Remix)» (спільно з Master Tempo)
- 2018 – «Θέλω Να Σε Ξαναδώ» (за уч. з Super Sako & Bo)
- 2021 – «Στα Χειρότερα» (спільно з Анастасіос Раммос)
- 2018 – «Δε Σε Βλέπω (Απόψε Βάζω Τέρμα)» (за уч. з OGE)

### Позаальбомні пісні
- 2017: Αλλού Εσύ
- 2017: Στο Φτερό
- 2020: Δύο Μέτρα Ουρανός
- 2020: Moνο Σ'Αγαπάω
- 2020: Θα Περάσει
- 2020: Είπα Κι Εγώ
- 2021: Υπερβολές
- 2022: Να Τραγουδώ Πως Σ'Αγαπάω
- 2022: Θα Με Ζητάς (Θα Απουσιάζω)

### Колекція відеокліпів
- 1998: «Όλα Για Σένανε Μιλάνε»
- 1998: «Τρελός Για Σένα»
- 1999: «Δεν Είσαι Μόνη»
- 2000: «Γύρνα Πίσω»
- 2000: «Τι Θέλεις Και Ζητάς Λογαριασμό»
- 2001: «Έρωτας» (при уч. Софіяй Вікай)
- 2002: «Αρκετά»
- 2002: «Τώρα Που Μπορώ/Δεν Θα Φύγεις»
- 2002: «Μου Λειψές»
- 2002: «Άσπρο Μαύρο»
- 2003: «Αγάπη Μου Μεγάλη»
- 2004: «Όταν Πέφτει Το Σκοτάδι»
- 2004: «Στη Θεσσαλονίκη Τραγουδώ»
- 2005: «Είσαι Παντού»
- 2005: «Σαν Ταινία Παλιά»
- 2005: «Βρες Λίγο Χρόνο»
- 2006: «Έχω Πονέσει Γι' Αυτήν»
- 2006: «Άσε Με Μια Νύχτα Μόνο»
- 2006: «Ανεμοθύελλα»
- 2007: «Στη Φωτιά Το Χέρι Μου»
- 2007: «Γύρνα Σε Μένα»
- 2007: «Θα Βγαίνω, Θα Πίνω»
- 2008: «Χαρτορίχτρα»
- 2008: «Ως Τον Ουρανό»
- 2010: «Σφύριξα... Κι Έληξες»
- 2011: «Ολοκαίνουργιος»
- 2011: «Από Δευτέρα»
- 2012: «Κρύσταλλα»
- 2012: «Το Αίμα Μου Πίσω»
- 2012: «Φωτιά Με Φωτιά»
- 2012: «Νίκησες Πάλι»
- 2013: «Δεν Θέλω Επαφή»
- 2013: «Δε Μου Περνάς»
- 2014: «Δυο Μάτια Μπλε» (при уч. Goin' Through)
- 2015: «Από Αστέρι Σε Αστέρι
- 2015: «Πώς Θα Τη Βγάλω
- 2017: «Αλλού Εσύ»
- 2018: «Χαρταετός»
- 2018: «Θέλω Να Σε Ξαναδώ» (при уч. Super Sako & Bo)
- 2018: «Αυτό Να Το Θυμάσαι»
- 2019: «Μου Στοιχίζει»
- 2020: «Θα Περάσει»
- 2020: «Δύο Μέτρα Ουρανός»
- 2020: «Είπα Και Εγώ»
- 2021: «Στα Χειρότερα» (совместно с Анастасіос Раммос)
- 2021: «Υπερβολές»
- 2022: «Να Τραγουδώ Πως Σ'Αγαπάω»

## Нагороди
- Super Music Awards 2016 (Кіпр): Найкращий живий виступ на Кіпрі[15]